# إدوارد فرنسيس ريان
إدوارد فرنسيس ريان (بالإنجليزية: Edward Francis Ryan)‏ هو كاهن كاثوليكي أمريكي، ولد في 10 مارس 1879 في لين في الولايات المتحدة، وتوفي في 3 نوفمبر 1956 في برلينغتون في الولايات المتحدة.